# Хуан Хунцзя
Хуан Хунцзя (кит. трад. 黄宏嘉; 5 августа 1924, Линьли — 22 сентября 2021, Шанхай
) — китайский физик, профессор Шанхайского университета науки и технологий.

## Биография
Родился в Пекине в 1924 году, уроженец Линьли, провинция Хунань. В 1944 году окончил Национальный Юго-Западный объединённый университет. В 1948 году получил степень магистра в Мичиганском университете.
Профессор Шанхайского университета науки и технологий

## Научные достижения
Развил теорию для связи волн в волноводе приименительно к СВЧ-диапазону. Возглавлял команду, которая успешна впервые в Китае разработала одномодовое оптоволокно.

## Публикации
- Hongjia Huang. Coupled mode theory: As applied to microwave and optical transmission (англ.). — VSP, 1984. — ISBN 978-90-6764-033-6.
- Hongjia Huang. Microwave approach to highly-irregular fiber optics (англ.). — Wiley, 1998. — ISBN 978-0-471-31023-5.

## Премии и награды
- 1980 — академик Китайской академии наук[4].